# Fv354
Дорога № 354 (норв. Fylkesvei 354 дорога областного значения 354, сокращённо Fv886) — проходит на участке между Эльвенесом и населённым пунктом Мирволл в муниципалитете Сёр-Варангер и стыкуется с европейским маршрутом E 105. Протяжённость шоссе 7,2 км.
Дорога тянется почти вдоль Бёк-фьорда.

## Маршрут

### Губерния (фюльке)Финнмарк
Сёр-Варангер
- E 105 Эльвенес  на ЗАПАД: Хессенг, Киркенес; на ВОСТОК:  Стурьскуг (граница)
- Якобснес
- Конец пути: Мирвол